# Desa Pekutan (administrativ by i Indonesien, lat -7,70, long 109,94)
Desa Pekutan är en administrativ by i Indonesien.   Den ligger i provinsen Jawa Tengah, i den västra delen av landet, 400 km öster om huvudstaden Jakarta.